# Markus Huber (Dirigent)

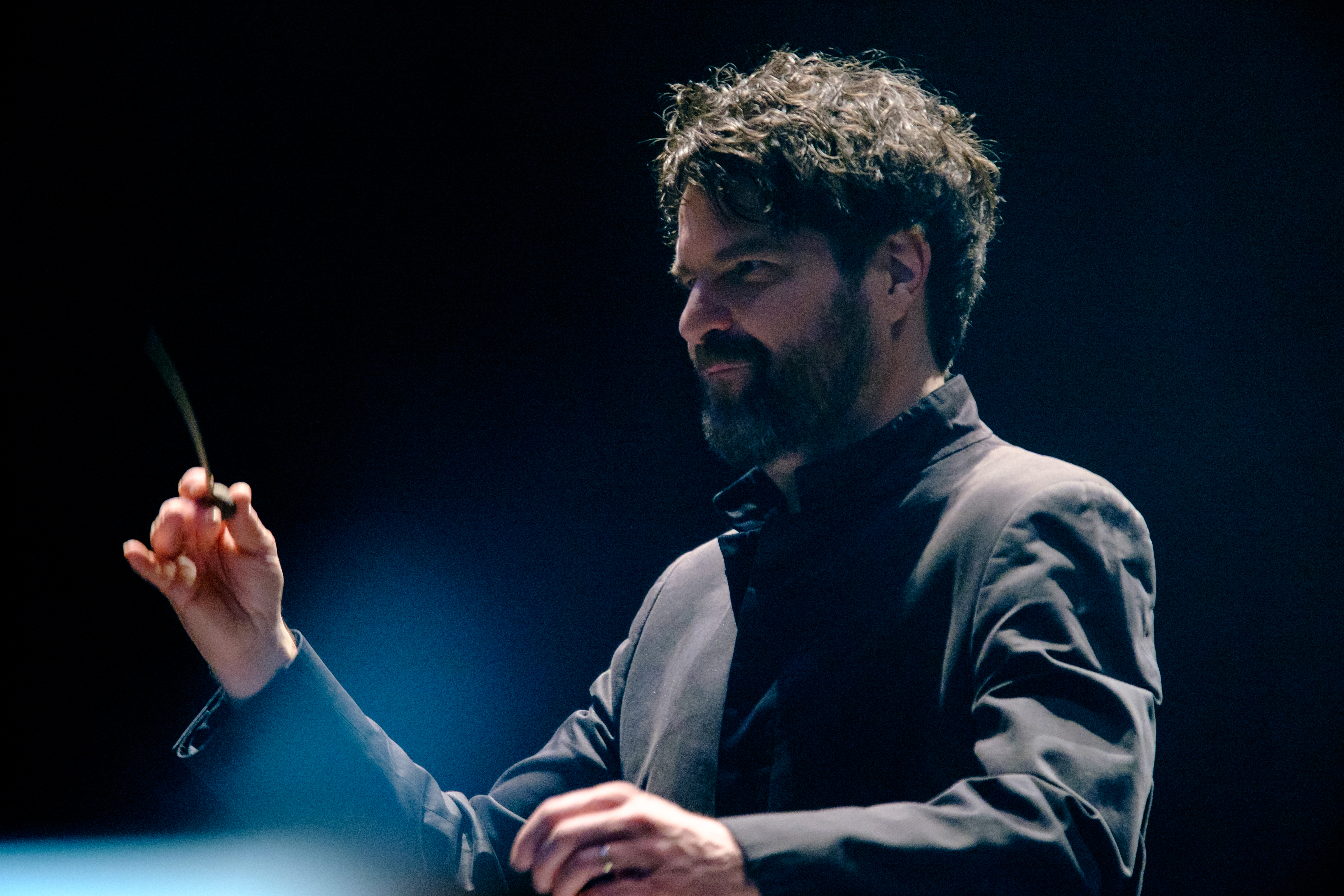
Markus Huber (Foto: 2016)

Markus Huber (* 20. Juli 1968 in München, Deutschland) ist ein deutscher Dirigent.

## Leben
Markus Huber war Solist des Tölzer Knabenchores. Sein Musikstudium absolvierte er an den Hochschulen in München und Wien, wo u. a. Leopold Hager (Dirigieren) und Karl-Hermann Mrongovius (Klavier) zu seinen Lehrern gehörten.
Seine Dirigentenkarriere begann Markus Huber 1996 als Solorepetitor mit Dirigierverpflichtung am Landestheater Detmold. Ein Jahr später wechselte er in gleicher Position sowie als 2. Chordirektor an das Opernhaus Chemnitz und wurde 1999 zusätzlich Chefdirigent des Collegium Instrumentale Chemnitz. Von 2002 bis 2007 war er erster Gastdirigent des Bulgarischen Kammerorchesters, 2003 wurde Huber Chefdirigent des Leipziger Symphonieorchesters. 2008 trat er das Amt als Generalmusikdirektor des Theaters Pforzheim an. Seit der Spielzeit 2019/20 ist Huber Chefdirigent der Thüringen Philharmonie Gotha-Eisenach.
Als Gastdirigent stand Huber am Pult zahlreicher renommierter Orchester, darunter das Philadelphia Orchestra, die San Francisco Symphony, die Staatsphilharmonie Rheinland-Pfalz und die Radio Philharmonie Saarbrücken Kaiserslautern.